# دوغ فابريتسيو
دوغ فابريتسيو (بالإنجليزية: Doug Fabrizio)‏ هو مقدم برامج إذاعية أمريكي، ولد في 18 يوليو 1964 في بونتيفول في الولايات المتحدة.